# EF Education First/Saison 2019
Diese Liste beschreibt die Mannschaft und die Erfolge des Radsportteams EF Education First in der Saison 2019.

## Erfolge in der UCI WorldTour
Bei den Rennen der UCI WorldTour im Jahr 2019 gelangen dem Team nachstehende Erfolge.
| Datum         | Rennen                          | Sieger                 |
| ------------- | ------------------------------- | ---------------------- |
| 16. März      | 7. Etappe Paris-Nizza           | Daniel Felipe Martínez |
| 7. April      | Flandern-Rundfahrt              | Alberto Bettiol        |
| 23. Juni      | 9. Etappe Tour de Suisse        | Hugh Carthy            |
| 1. September  | Bretagne Classic – Ouest-France | Sep Vanmarcke          |
| 12. September | 18. Etappe Vuelta a España      | Sergio Higuita         |
| 18. Oktober   | 2. Etappe Tour of Guangxi       | Daniel McLay           |

## Erfolge in der UCI America Tour
Bei den Rennen der UCI America Tour im Jahr 2019 gelangen dem Team nachstehende Erfolge.
| Datum       | Rennen                        | Kat. | Sieger             |
| ----------- | ----------------------------- | ---- | ------------------ |
| 12. Februar | 1. Etappe Tour Colombia (MZF) | 2.1  | EF Education First |
| 17. August  | 5. Etappe Tour of Utah        | 2.HC | Lachlan Morton     |
| 18. August  | 6. Etappe Tour of Utah        | 2.HC | Joe Dombrowski     |

## Erfolge in der UCI Europe Tour
Bei den Rennen der UCI Europe Tour im Jahr 2019 gelangen dem Team nachstehende Erfolge.
| Datum       | Rennen                     | Kat. | Sieger        |
| ----------- | -------------------------- | ---- | ------------- |
| 22. Februar | 1. Etappe Tour du Haut-Var | 2.1  | Sep Vanmarcke |
| 9. Oktober  | Mailand-Turin              | 1.HC | Michael Woods |

## Erfolge in der UCI Oceania Tour
Bei den Rennen der UCI Oceania Tour im Jahr 2019 gelangen dem Team nachstehende Erfolge.
| Datum      | Rennen                    | Kat. | Sieger        |
| ---------- | ------------------------- | ---- | ------------- |
| 30. Januar | 1. Etappe Herald Sun Tour | 2.1  | Daniel McLay  |
| 31. Januar | 2. Etappe Herald Sun Tour | 2.1  | Michael Woods |

## Erfolge in den Nationalen Straßen-Radsportmeisterschaften
Bei den Rennen der Nationalen Straßen-Radsportmeisterschaften 2019 konnte das Team nachstehende Titel erringen.
| Datum      | Rennen                                           | Sieger                 |
| ---------- | ------------------------------------------------ | ---------------------- |
| 1. Februar | Kolumbianische Meisterschaft – Einzelzeitfahren  | Daniel Felipe Martínez |
| 22. Juni   | Ecuadorianische Meisterschaft – Einzelzeitfahren | Jonathan Caicedo       |
| 23. Juni   | Ecuadorianische Meisterschaft – Straßenrennen    | Jonathan Caicedo       |
| 30. Juni   | US-amerikanische Meisterschaft – Straßenrennen   | Alex Howes             |

## Mannschaft
| Teamkader 2019                              | Teamkader 2019   | Teamkader 2019         | Teamkader 2019                                       |
| Name                                        | Geburtsdatum     | Land                   | Vorheriges Team                                      |
| ------------------------------------------- | ---------------- | ---------------------- | ---------------------------------------------------- |
| Sean Bennett                                | 31. März 1996    | Vereinigte Staaten     | Hagens Berman Axeon (2018)                           |
| Alberto Bettiol                             | 29. Oktober 1993 | Italien                | BMC Racing Team (2018)                               |
| Matti Breschel                              | 31. August 1984  | Dänemark               | Astana (2017)                                        |
| Nathan Brown                                | 7. Juli 1991     | Vereinigte Staaten     | Bontrager (2013)                                     |
| Jonathan Caicedo                            | 28. April 1993   | Ecuador                | Medellín (2018)                                      |
| Hugh Carthy                                 | 9. Juli 1994     | Vereinigtes Königreich | Caja Rural-Seguros RGA (2016)                        |
| Simon Clarke                                | 18. Juli 1986    | Australien             | Orica-GreenEDGE (2015)                               |
| Lawson Craddock                             | 20. Februar 1992 | Vereinigte Staaten     | Giant-Alpecin (2015)                                 |
| Mitchell Docker                             | 2. Oktober 1986  | Australien             | Orica-Scott (2017)                                   |
| Joseph Dombrowski                           | 12. Mai 1991     | Vereinigte Staaten     | Team Sky (2014)                                      |
| Sergio Higuita (1. Mai–31. Dez.)            | 1. August 1997   | Kolumbien              | Manzana Postobón (2018)                              |
| Moreno Hofland                              | 31. August 1991  | Niederlande            | Lotto-Soudal (2018)                                  |
| Alex Howes                                  | 1. Januar 1988   | Vereinigte Staaten     | Chipotle Development (2011)                          |
| Tanel Kangert                               | 11. März 1987    | Estland                | Astana (2018)                                        |
| Sebastian Langeveld                         | 17. Januar 1985  | Niederlande            | Orica-GreenEDGE (2013)                               |
| Daniel Felipe Martínez                      | 25. April 1996   | Kolumbien              | Wilier Triestina-Selle Italia (2017)                 |
| Daniel McLay                                | 3. Januar 1992   | Vereinigtes Königreich | Fortuneo-Oscaro (2017)                               |
| Sacha Modolo                                | 19. Juni 1987    | Italien                | UAE Team Emirates (2017)                             |
| Lachlan Morton                              | 2. Januar 1992   | Australien             | Dimension Data (2018)                                |
| Logan Owen                                  | 25. März 1995    | Vereinigte Staaten     | Axeon-Hagens Berman (2017)                           |
| Taylor Phinney                              | 27. Juni 1990    | Vereinigte Staaten     | BMC Racing Team (2016)                               |
| Thomas Scully                               | 14. Januar 1990  | Neuseeland             | Drapac Professional Cycling (2016)                   |
| Rigoberto Urán                              | 26. Januar 1987  | Kolumbien              | Etixx-Quick Step (2015)                              |
| Julius van den Berg                         | 23. Oktober 1996 | Niederlande            | SEG Racing Academy (2018)                            |
| Tejay van Garderen                          | 12. August 1988  | Vereinigte Staaten     | BMC Racing Team (2018)                               |
| Sep Vanmarcke                               | 28. Juli 1988    | Belgien                | LottoNL-Jumbo (2016)                                 |
| Luis Villalobos (1. Jul.–31. Mai)           | 26. Juni 1998    | Mexiko                 | Aevolo (2019)                                        |
| James Whelan                                | 11. Juli 1996    | Australien             | Drapac-EF p/b Cannondale Holistic Development (2018) |
| Michael Woods                               | 12. Oktober 1986 | Kanada                 | Optum-Kelly Benefit Strategies (2015)                |
| Matthew Walls (1. Aug.–31. Dez., Stagiaire) | 20. April 1998   | Vereinigtes Königreich | 100% me (2018)                                       |
|                                             |                  |                        |                                                      |
| Quellen: ProCyclingStats Cycling Quotient   |                  |                        |                                                      |